# Siderno
Siderno és un comune (municipi) de la Ciutat metropolitana de Reggio de Calàbria, a la regió italiana de Calàbria. A 1 de gener de 2019 la seva població era de 18.147 habitants.
Siderno limita amb els municipis següents: Agnana Calabra, Gerace, Grotteria, Locri i Mammola.